# Gennaeodryas
Gennaeodryas is een monotypisch geslacht van zangvogels uit de familie Australische vliegenvangers (Petroicidae). De enige soort is:
- Gennaeodryas placens  – Groenbandvliegenvanger